# Sisimiut museum
Sisimiut museum (grönländska: Sisimiut Katersugaasiviat) är ett hembygdsmuseum i Sisimiut i Grönland.
Museet, som grundades år 1985, är inhyst i historiska byggnader i den äldsta delen av Sisimiut. Bland samlingarna kan nämnas föremål från  arkeologiska utgrävningar i världsarvsområdet Aasivissuit-Nipisat.
År 2015 övertogs det privata museet i Kangerlussuaq.

## Historia
En arbetsgrupp bildades av några historiskt intresserade medborgare  år 1969 som fem år senare bildades föreningen Sisimiuni Katersugaasivik. Den dåvarande kommunstyrelsen beslöt att låta inrätta ett museum i stadens äldsta trähus. Byggnaden, som byggdes i Bergen i Norge, flyttades till Sisimiut år 1764. Den skänktes till föreningen och renoverades 1981-1985 varefter föreningens samlingar flyttades dit. Renoveringen  finansierades av kommunen och Grönlands regering.